# Communauté de communes Creuse Grand Sud
La communauté de communes Creuse Grand Sud est une communauté de communes française, située dans le département de la Creuse et la région Nouvelle-Aquitaine.

## Histoire
La communauté de communes est créée le 1er janvier 2014 par la fusion des communautés de communes Aubusson-Felletin (créée en décembre 2000) et du Plateau de Gentioux (créée en décembre 1992), sauf les communes d'Ars et Peyrelevade, élargie aux communes de Croze, Gioux et Saint-Sulpice-les-Champs.

## Territoire communautaire

### Géographie physique
Située au sud  du département de la Creuse, la communauté de communes Creuse Grand Sud regroupe 26 communes et présente une superficie de 612,6 km2.

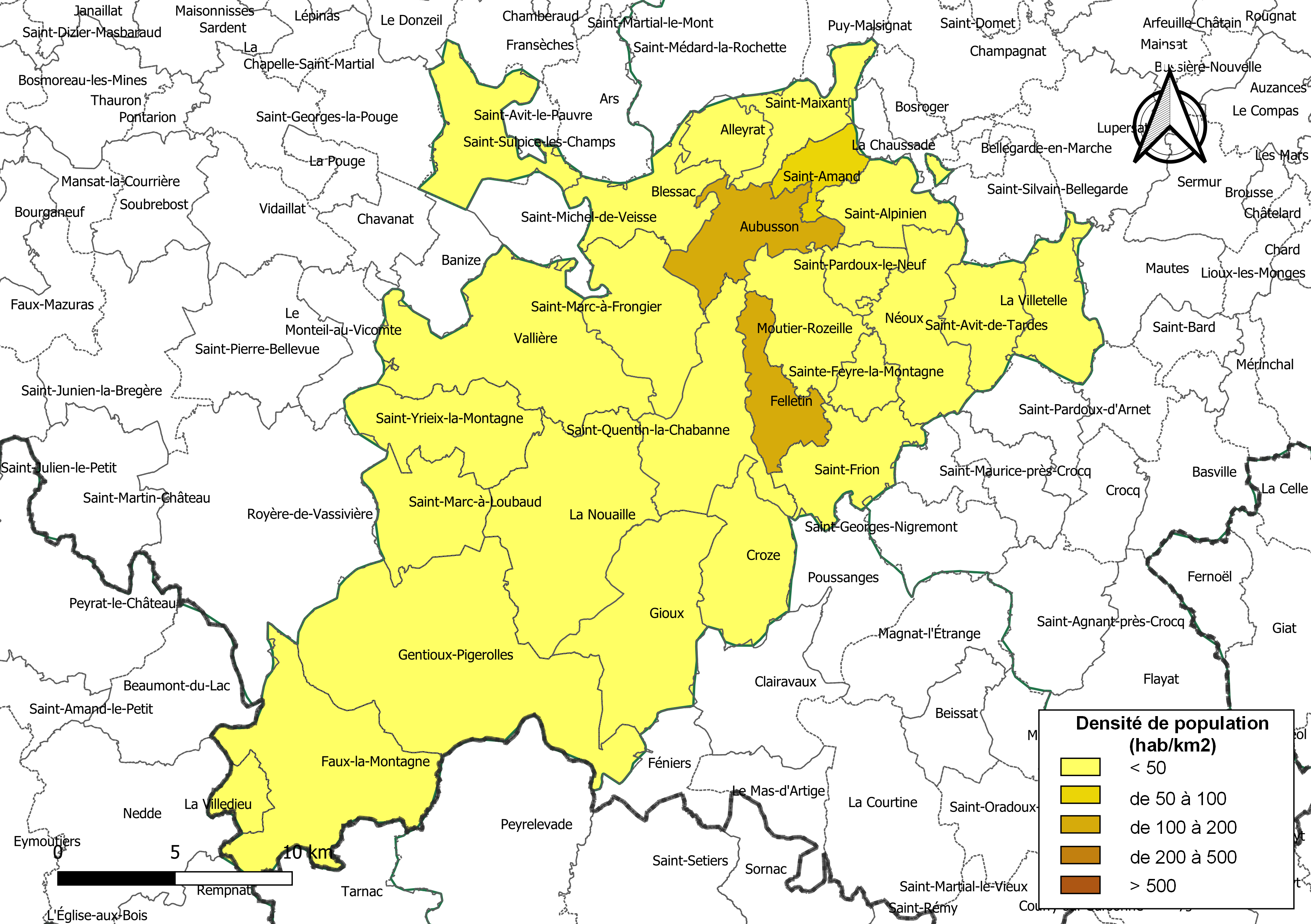
Carte des densités de population (millésimée 2016) des communes de la communauté de communes Creuse Grand Sud. Composition en communes au 1er janvier 2019.

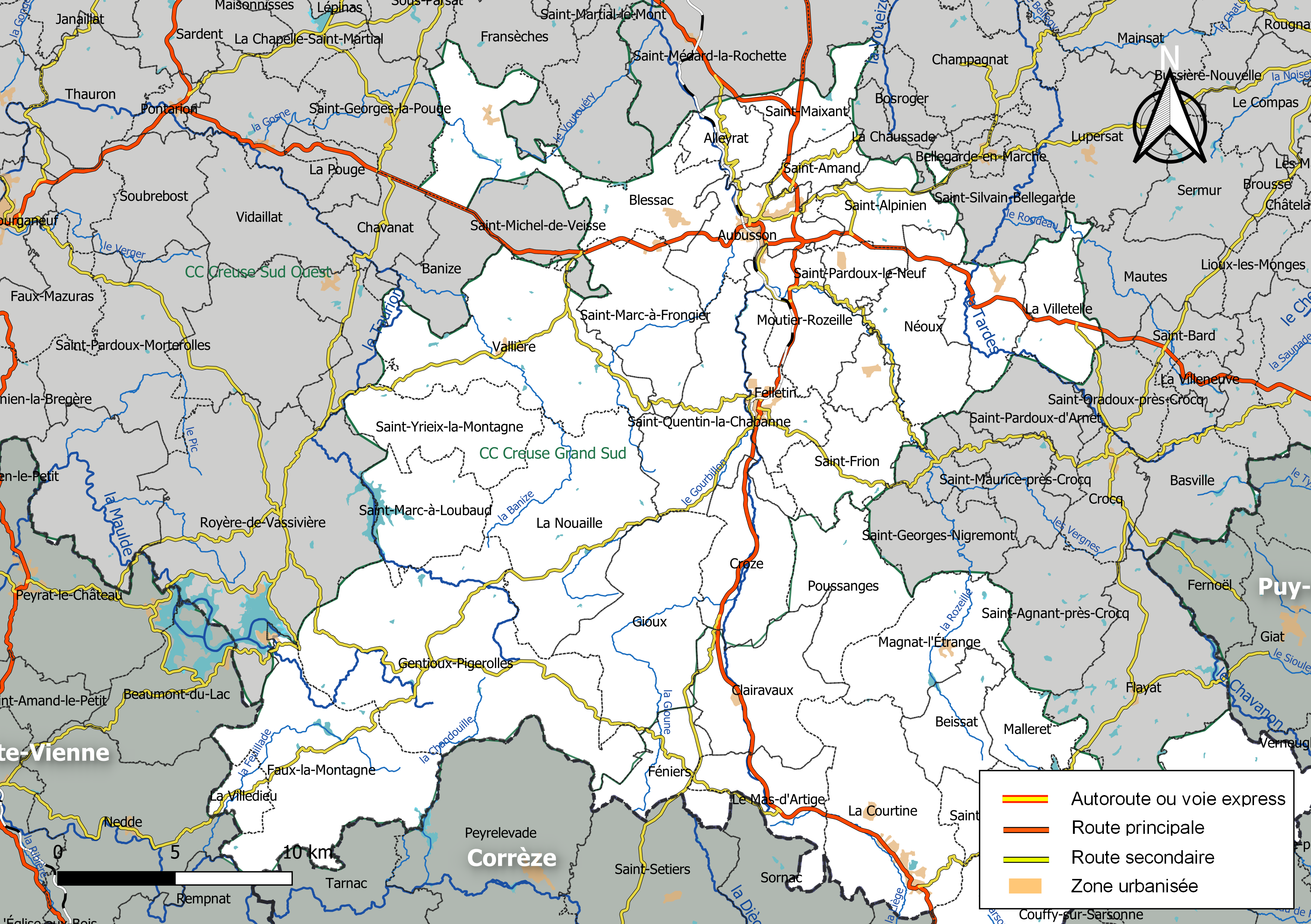
Carte de la communauté de communes Creuse Grand Sud au 1er janvier 2019.

### Composition
La communauté de communes est composée des 26 communes suivantes :

| Nom                       | Code Insee | Gentilé            | Superficie (km2) | Population (dernière pop. légale) | Densité (hab./km2) |
| ------------------------- | ---------- | ------------------ | ---------------- | --------------------------------- | ------------------ |
| Aubusson (siège)          | 23008      | Aubussonnais       | 19,21            | 3 036 (2022)                      | 158                |
| Alleyrat                  | 23003      | Alleyratois        | 9,54             | 141 (2022)                        | 15                 |
| Blessac                   | 23024      | Blessacois         | 17,75            | 532 (2022)                        | 30                 |
| Croze                     | 23071      | Crozois            | 22,16            | 187 (2022)                        | 8,4                |
| Faux-la-Montagne          | 23077      | Fallois            | 47,89            | 448 (2022)                        | 9,4                |
| Felletin                  | 23079      | Felletinois        | 13,74            | 1 552 (2022)                      | 113                |
| Gentioux-Pigerolles       | 23090      |                    | 79,29            | 371 (2022)                        | 4,7                |
| Gioux                     | 23091      |                    | 37,42            | 179 (2022)                        | 4,8                |
| Moutier-Rozeille          | 23140      | Moutier-Rozeillais | 19,66            | 433 (2022)                        | 22                 |
| Néoux                     | 23142      | Néoviens           | 23,81            | 279 (2022)                        | 12                 |
| La Nouaille               | 23144      | Nouaillauds        | 48,12            | 228 (2022)                        | 4,7                |
| Saint-Alpinien            | 23179      |                    | 15,21            | 290 (2022)                        | 19                 |
| Saint-Amand               | 23180      | Saint-Amandinois   | 8,05             | 453 (2022)                        | 56                 |
| Saint-Avit-de-Tardes      | 23182      |                    | 14,42            | 163 (2022)                        | 11                 |
| Sainte-Feyre-la-Montagne  | 23194      | Saint-Symphoriens  | 6,84             | 120 (2022)                        | 18                 |
| Saint-Frion               | 23196      |                    | 18,76            | 252 (2022)                        | 13                 |
| Saint-Maixant             | 23210      | Saint-Maixantais   | 13,86            | 233 (2022)                        | 17                 |
| Saint-Marc-à-Frongier     | 23211      |                    | 25,45            | 427 (2022)                        | 17                 |
| Saint-Marc-à-Loubaud      | 23212      |                    | 18,42            | 126 (2022)                        | 6,8                |
| Saint-Pardoux-le-Neuf     | 23228      |                    | 7,51             | 196 (2022)                        | 26                 |
| Saint-Quentin-la-Chabanne | 23238      | Saint-Quentinais   | 29,59            | 368 (2022)                        | 12                 |
| Saint-Sulpice-les-Champs  | 23246      | Saint-Sulpiçois    | 21,7             | 343 (2022)                        | 16                 |
| Saint-Yrieix-la-Montagne  | 23249      |                    | 24,04            | 221 (2022)                        | 9,2                |
| Vallière                  | 23257      | Valliérois         | 48,42            | 714 (2022)                        | 15                 |
| La Villedieu              | 23264      |                    | 5,63             | 51 (2022)                         | 9,1                |
| La Villetelle             | 23266      | Villetellois       | 16,14            | 166 (2022)                        | 10                 |

### Démographie
| 1968   | 1975   | 1982   | 1990   | 1999   | 2010   | 2015   | 2021   |
| ------ | ------ | ------ | ------ | ------ | ------ | ------ | ------ |
| 16 601 | 16 094 | 15 208 | 14 432 | 13 554 | 12 657 | 12 288 | 11 593 |

## Administration

### Siège
Le siège de la communauté de communes est situé à Aubusson.

### Les élus
Le conseil communautaire de la communauté de communes se compose de 45 conseillers, représentant chacune des communes membres et élus pour une durée de six ans.
Ils sont répartis comme suit :
| Nombre de conseillers | Communes               |
| --------------------- | ---------------------- |
| 13                    | Aubusson               |
| 6                     | Felletin               |
| 2                     | Blessac, Vallière      |
| 1 (+1 suppléant)      | les 22 autres communes |

### Présidence
| Période           | Période                       | Identité       | Étiquette | Qualité                                                                          |
| ----------------- | ----------------------------- | -------------- | --------- | -------------------------------------------------------------------------------- |
| 2014              | 22 septembre 2016 (démission) | Michel Moine   | PS        | Maire d'Aubusson (depuis 2001)                                                   |
| 28 septembre 2016 | 15 juillet 2020               | Jean-Luc Léger | PS        | Conseiller départemental (depuis 2005) Maire de Saint-Marc-à-Loubaud (2014-2020) |
| 15 juillet 2020   | En cours                      | Valérie Bertin | LR        | Maire de Vallière (depuis 2008)                                                  |

### Régime fiscal et budget
Le régime fiscal de la communauté de communes est la fiscalité professionnelle unique (FPU).